# Intensidade de radiação específica
Intensidade de radiação específica ou Intensidade irradiativa específica é uma grandeza usada em física que descreve radiação eletromagnética. É um termo usado em muitos textos da literatura científica mais antiga. O termo atual do sistema SI é radiança espectral, a qual pode ser expresso com base em unidades do sistema SI como W m−2 sr−1 Hz−1.
Ela fornece uma ampla descrição radiométrica do campo da radiação eletromagnética clássica de qualquer tipo, incluindo radiação térmica e luz. É distinta conceitualmente das descrições em termos explícitos dos campos eletromagnéticos Maxwellianos ou da distribuição de fótons. Refere-se a física material como distinta da psicofísica.